# Cia Soro
Cia Soro, ursprungligen Carina Berg, född 2 december 1963 i Brännkyrka församling i Stockholm, är en svensk tidigare programledare och sångerska, numera bokhandlare. 

## Biografi
Cia Soro ledde under 1980-talet TV-programmet Bagen som visade musikvideor. Några år senare var hon programledare i ZTV som till en början var ett program i TV3 och TV4.
Åren 1983–1984 var Soro aktiv i Ubangi, tillsammans med bland andra Thomas ”Orup” Eriksson, som hann ge ut två album samt ett antal singlar. Ubangis samlade produktion utgavs senare på en CD (Oh no, I'm pregnant). En kortvarig konstellation med Orup var Thereisno Orchestra som bara gav ut ett album. Soro var med i den svenska filmen Lust från 1994. Åren 1995–1998 var hon aktiv i Whale tillsammans med Henrik Schyffert och Gordon Cyrus.
Cia Soro bor sedan många år på Sardinien, där hon äger och driver en internationell bokhandel tillsammans med sin man Stefano.

## Filmografi
- 1988 – Clark Kent (TV-serie)
- 1990 – Smash (TV-serie)
- 1991 – Infödingen
- 1994 – Lust